# Reški predor
Reški predor (TunelRi) je predor za pešce pod starim mestnim jedrom Reke. Predor, dolg 330 metrov, poteka med stolnico svetega Vida in dvoriščem osnovne šole Dolac.
Predor je v letih 1939 do 1942 zgradila italijanska vojska kot zaklonišče za civilno prebivalstvo pred zračnimi napadi. Na več mestih so vidni ohranjeni napisi »Riservato all'U.N.P.A.« (»rezervirano za protizračno obrambo«). Svojemu namenu je predor služil med zavezniškimi bombardiranji mesta pred koncem druge svetovne vojne. Kot zaklonišče so ga prebivalci uporabili tudi v času hrvaške osamosvojitvene vojne. Leta 2017 je mesto preurejeni predor odprlo kot javni prehod in turistično znamenitost. Prehod je prost in odprt vsak dan od 10. do 20. ure.
Predor je širok okoli 4 metre in visok povprečno 2,5 metra. Mestoma se spušča na globino 10 metrov. Glavna cev ima dva odcepa, od katerih eden vodi proti Palači Municipija na Trgu Riječke rezolucije in drugi proti stolnici sv. Vida.